# Ventnor
Ventnor es una localidad situada en la autoridad unitaria de Isla de Wight, en el Reino Unido, con una población estimada a mediados de 2016 de 5837 habitantes.
Se encuentra ubicada al sur de la región Sudeste de Inglaterra, en el canal de la Mancha frente a la ciudad de Southampton.

## Personajes Ilustres
Brian Murphy, Ventnor, Isla de Wight, 25 de septiembre de 1932, es un actor británico de cine, teatro y televisión que se dio a conocer principalmente por interpretar a George Roper en las afamadas series de los años 70 (Un hombre en casa y Los Roper), creadas por la Thames Television.